# Stawiacze sieci typu Kangaroo

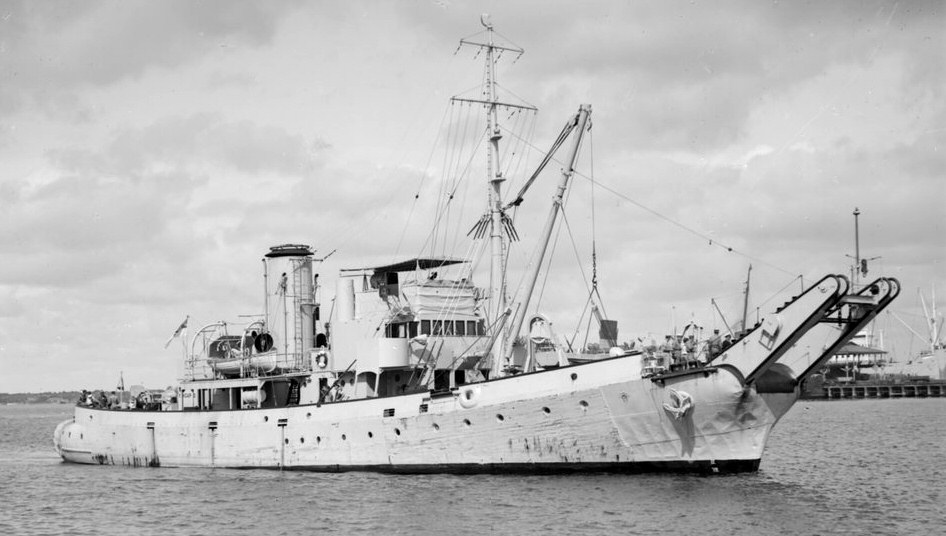
HMAS „Kangaroo” w 1947

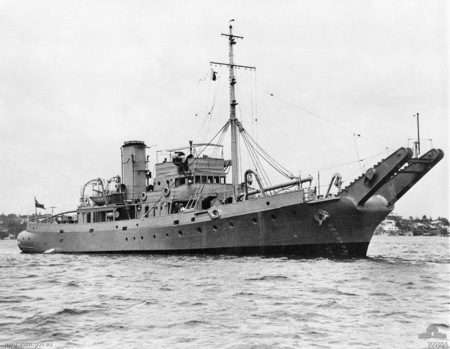
HMAS „Karangi” w grudniu 1941

Stawiacze sieci typu Kangaroo - seria trzech stawiaczy sieci zbudowana dla Royal Australian Navy (RAN) w okresie II wojny światowej.
Okręty zostały zaprojektowane i zbudowane w Australii w stoczni Cockatoo Docks and Engineering Company na Cockatoo Island.  W projektowaniu tego typu wzięto pod uwagę doświadczenia z eksploatacją stawiacza sieci HMAS „Kookaburra” należącego do brytyjskiego typu Net, bazował on także na innym brytyjskim typie stawiaczy sieci - Bar.
W porównaniu z „Kookaburrą”, trzy okręty typu Kangaroo miały wyporność większą o ponad 300 ton, były dłuższe o ponad 12 metrów oraz miały bardziej obciążony dziób okrętu co znacznie poprawiło ich sterowność przy kładzeniu zapory sieciowej, kiedy to „Kookaburra” miała zwyczaj siadać na rufie i podnosić dziób.  Problem został rozwiązany między innymi poprzez umieszczenie w przedniej części okrętów zbiornika na wodę o pojemności 18 ton.
Wyporność okrętów tego typu wynosiła 773 tony. Mierzyły one 178 stóp i 9 cali długości (55,48 m), 32 stopy i 1,25 cali szerokości (9,78 m), miały 17 stóp i 1,5 cala (5,21 m) zanurzenia. Napęd stanowiła maszyna parowa potrójnego rozprężania o mocy 765 IHP opalana olejem i pojedyncza śruba. Maksymalna prędkość wynosiła 11,1 węzła. Zasięg przy prędkości 11 węzłów wynosił 3040 mil morskich. Początkowo były uzbrojone w pojedynczą armatę 12-funtową (76,2 mm), karabin maszynowy Lewis (7,7 mm), karabin maszynowy Vickers (7,7 mm) oraz dwa karabiny maszynowy typy Marlin (7,62 mm). W późniejszym czasie zostały przezbrojone w działko Bofors 40 mm i dwa pojedyncze działka Oerlikon 20 mm. Załogę stanowiły 34 osoby - dowódca, 6 oficerów i 27 marynarzy.
Zbudowano trzy okręty tego typu, w czasie II wojny światowej wszystkie służyły w Darwin przy tamtejszej, najdłuższej na świecie, zaporze sieciowej.
| Nazwa           | Numer stoczniowy | Położenie stępki       | Wodowanie             | Wejście do służby     |
| --------------- | ---------------- | ---------------------- | --------------------- | --------------------- |
| HMAS „Koala”    | 135              | 21 czerwca 1939(dts)   | 4 listopada 1939(dts) | 7 lutego 1940(dts)    |
| HMAS „Kangaroo” | 141              | 15 listopada 1939(dts) | 4 maja 1939(dts)      | 27 września 1940(dts) |
| HMAS „Karangi”  | 151              | 3 lutego 1941(dts)     | 16 sierpnia 1941(dts) | 23 grudnia 1941(dts)  |